# Pitri
Pitri (in sanscrito पितृ pitṛ, al plurale pitara, che significa letteralmente «padri») nell'induismo è il nome con cui sono conosciuti i progenitori dell'umanità (prajapati), e secondariamente gli spiriti domestici degli antenati, che sottostanno a Yama, il dio dei morti.
Nel Manava Dharmasastra sono chiamati gli Antenati lunari, concetto che ricorre anche nella teosofia. Nella mitologia exoterica si tramanda che essi siano stati creati da un fianco di Brahma, come Eva nacque dalla costola di Adamo.

## I Pitri nell'induismo
Le informazioni più complete sui Pitri trovano nel Vayu Purana e nel Brahmanda Purana, nei quali esse sono sostanzialmente concordanti. Nel Hari Vamsha se ne trovano di meno, ma della stessa natura. Nella Matsya Purana e nel Padma Purana ci sono resoconti simili ma più brevi.
Secondo le nozioni tramandate in questi testi, esistono varie tipologie di Pitri, con diverse origini, forme, gradi e dimore.
Costoro rinascono nuovamente ogni mille Mahayuga (la grande era induista), rigenerando i mondi. Si racconta che da loro provengano tutti i Manu, i capostipiti dei popoli del nuovo ciclo cosmico (manvantara), con la loro completa discendenza.

### Pitṛi divini e umani
Esistono due tipi fondamentali di Pitri:
- I devāḥ pitaraḥ («antenati divini») che sono i progenitori della razza umana in generale. Costoro dimorano su pianeti celesti superiori, come Pitrloka. Questi Pitri sarebbero gli Dei più antichi e non cesserebbero mai di esistere.
- I manuṣyāḥ pitaraḥ («antenati umani») che sono gli avi della famiglia, generalmente il padre, i due nonni maschi, e i quattro bisnonni. Vivono su pianeti celesti inferiori. Se i loro discendenti, tuttavia, generazione dopo generazione, donano loro molte offerte rituali, possono raggiungere lo stesso livello dei divini Pitṛi e vivere con loro su un pianeta superiore.

Entrambe le tipologie vanno onorate con un particolare rito funebre chiamato Sraddha, incentrato sulle offerte di Pinda, ovvero palle di riso. Non ottemperare a questi rituali può assegnare agli antenati di famiglia il destino di restare a vagare per la terra come una preta irrequieta.

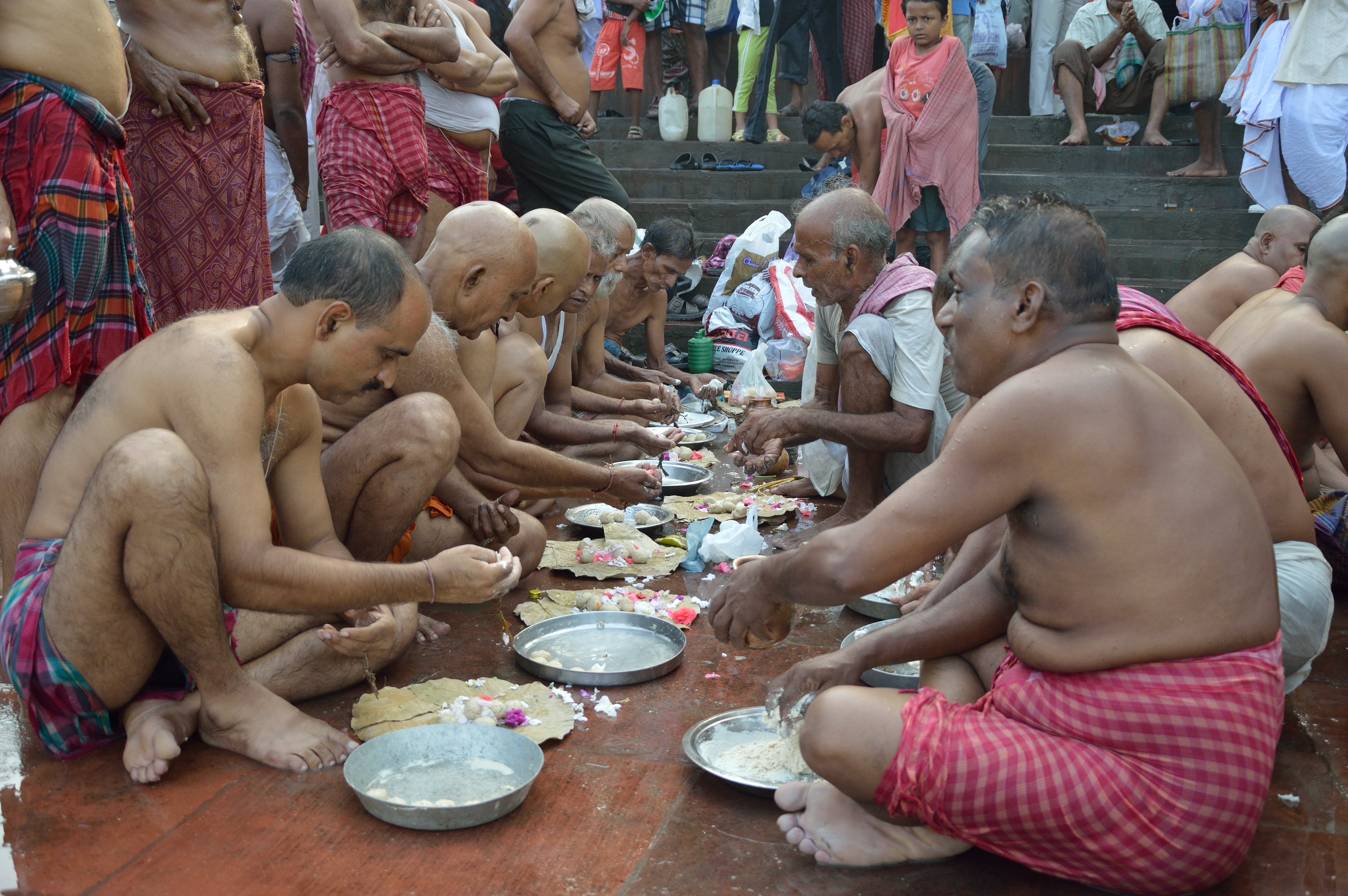
Offerta rituale di Pinda ai Pitri familiari.

I Pitri vivono in regioni peculiari: secondo alcune fonti, si trovano nei Bhuvas (regione aerea), secondo altre nell'orbita della Luna. Sono considerati anche reggenti dei Nakṣatras (mesi lunari) Maghā e Mūla.
I devāḥ pitaraḥ (o Pitri divini) sono suddivisi a loro volta in sette classi, di cui tre sono amurtayah («senza forma» o incorporei), ossia:
- Vairaja
- Agnishvatta
- Barhishad

I restanti quattro sono samurtayah («dotati di forma», cioè corporei):
- Somapa
- Javishmana
- Ajayapa
- Sukalin (o Manasá)

I sette Pitri divini, inoltre, sono ciascuno il capostipite di una Mānasī Kaniā, ossia «figlia nata dalla mente».

## I Pitri nella teosofia
I Pitri ricorrono anche nella letteratura teosofica, soprattutto negli scritti di Madame Blavatsky, per la quale essi corrispondono agli Elohim minori dell'ebraismo, ed in parte ai Cabiri e ai Titani della mitologia greca. Non andrebbero confusi perciò con gli antenati di famiglia defunti, essendo piuttosto i capostipiti della specie umana in generale.
In quest'ambito si designano così come «padri», o Pitri dell'umanità, quegli esseri spirituali che provengono da passate incarnazioni della Terra (manvantara) sulle quali costoro avevano completato la loro evoluzione, in particolare nel ciclo planetario (o «ronda») denominato nell'antroposofia «antica Luna».
In seguito, durante i periodi di formazione dell'attuale ciclo terrestre, come quello iperboreo e lemurico, i loro germi si incarnarono nuovamente dando luogo alla stirpe adamitica degli umani, i quali in definitiva non derivano geneticamente da forme di vita inferiori, ma da siffatti esseri divini.